# 孫乾

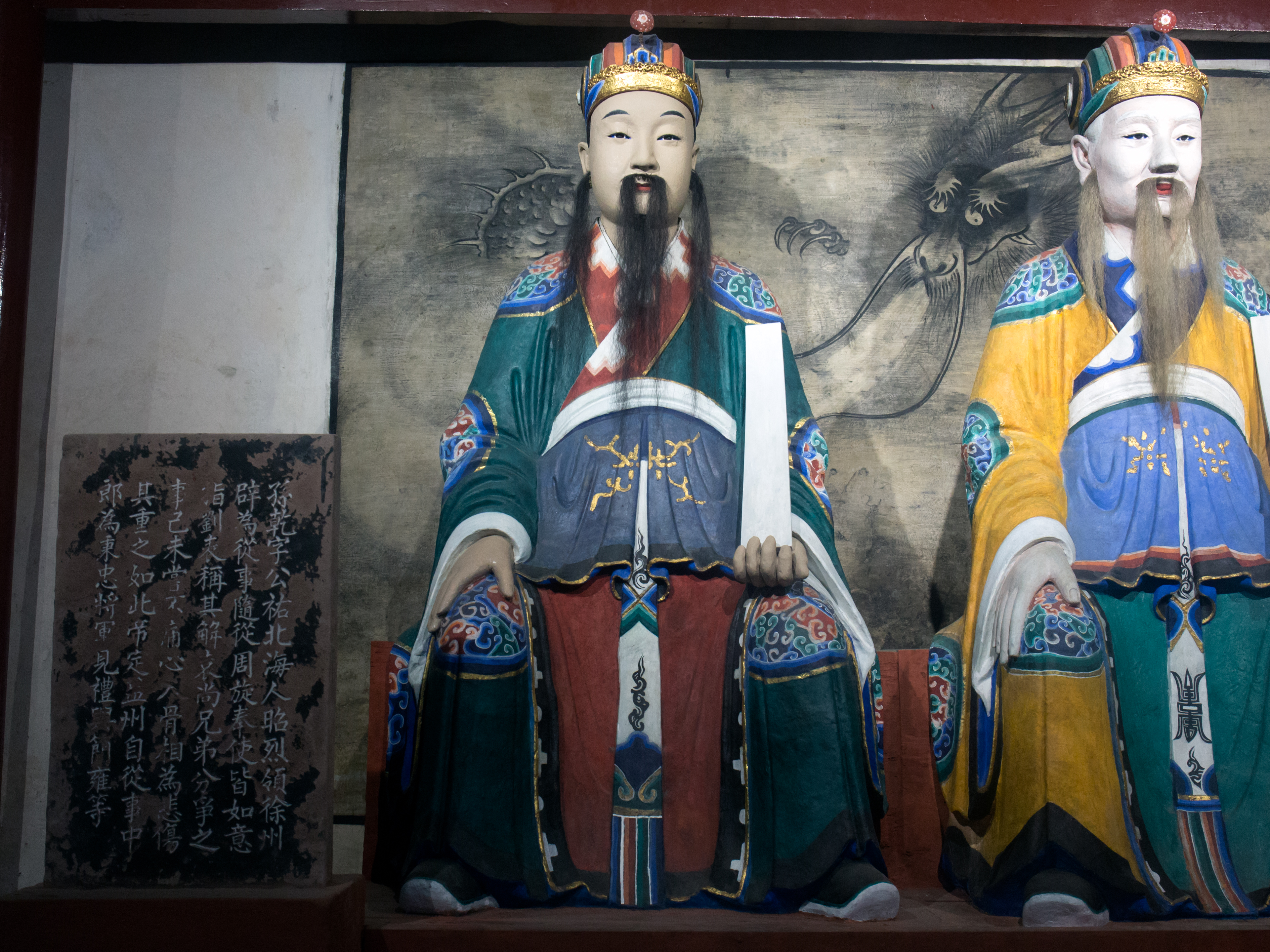
成都武侯祠孙乾像

孫乾（2世紀—214年後），字公祐，青州北海人。三國時期蜀漢官吏，劉備在徐州被呂布打敗後，跟随刘备投靠曹操。之後曹操打敗呂布後，劉備背叛曹操，孫乾也跟隨劉備先向北投靠袁紹。袁紹敗後，再向南投靠劉表作出貢獻。與簡雍、麋竺同為蜀漢最高待遇的老臣子。

## 生平
劉備入主徐州時，名士鄭玄推舉孫乾給劉備，劉備便辟他為從事中郎。
199年，劉備遣回朱靈、路招，自己佔據下邳。200年，反曹事迹敗露，董承被殺。劉備便殺死徐州刺史車冑，留關羽守下邳，自己回守小沛，另一方面派遣孫乾與袁紹連合，打出對抗曹操的名目。曹操曾派劉岱、王忠領軍攻打劉備，但反為劉備所敗(三國志.武帝紀稱「不能勝」)。同時，東海昌霸反叛，郡縣多投靠劉備，劉備軍再次聚起數萬人，並連同多個地方勢力一起反曹。曹操決定親自東征劉備，雖然曹軍中將領多認為袁紹才是大敵，但曹操卻覺得劉備是英傑，必要先行討伐，郭嘉亦贊同曹操。
最後劉備大敗，小沛被佔，曹操虜獲劉備妻子及生擒關羽、夏侯博。劉備逃至青州，青州刺史袁譚親自迎接，並報知其父袁紹，袁紹出鄴城200里迎接。待了一個多月後，以前的部下又重新聚會。不久，曹操與袁绍於官渡交戰，汝南黃巾餘軍劉辟等响應袁绍叛曹，袁绍便派劉備率軍與劉辟會合。曹操派曹仁攻打汝南，劉備惟有再次還軍袁绍。當時劉備想離開袁绍，便說服袁绍應南連劉表，袁绍再次派劉備到汝南與龔都會合。曹操另派蔡陽攻擊劉備，為劉備所殺。
201年，於官渡之戰大敗袁绍的曹操南攻汝南，劉備敗走棄城，並派麋竺、孫乾與劉表會面，劉表親自到郊外迎接劉備，待以上賓之禮，准他屯於新野。劉表表面雖禮待劉備，但内心對其有所顧忌。因此，当刘备向刘表提出趁曹操进攻乌桓时偷袭许都的建议时，刘表没有采纳。
建安八年（203年），曹操攻黎陽，大敗袁尚和袁譚，二人退守鄴。曹操追擊到鄴，並收割麥田，卻被袁尚所敗。此時曹軍諸將都希望乘勢消滅袁氏殘餘勢力，但曹操最終依從郭嘉之計，撤軍任由袁尚與袁譚自相殘殺。袁譚要求袁尚增送鎧甲及士兵，但遭拒絕。在郭圖、辛評挑撥下，袁譚攻袁尚，但戰敗，退回南皮。王修率兵救援袁譚，並勸導兄弟應和睦；荊州牧劉表亦曾寫信給袁尚，信中說自己每與劉備、孫乾談及袁尚兄弟自相殘殺的事，沒不感心痛悲傷，可見孫乾被劉表十分看重。勸他們齊心，努力經營現在所領有的地區，但二人都不接納。
214年，劉備入主益州，孫乾被拜為秉忠將軍，其待遇僅次於麋竺，與簡雍一樣。不久便病死。

## 評價
三國志評曰：「麋竺、孫乾、簡雍、伊籍，皆雍容風議，見禮於世。」

## 延伸阅读
[在维基数据编辑]
 《三國志·卷38》，出自陳壽《三國志》
 在维基共享资源阅览影像